# Anopheles marajoara
Anopheles marajoara este o specie de țânțari din genul Anopheles, descrisă de Galvao și Reinaldo G. Damasceno în anul 1942. Conform Catalogue of Life specia Anopheles marajoara nu are subspecii cunoscute.